# Les Marquises de la Fourchette
Les Marquises de la Fourchette est un vaudeville en un acte d'Eugène Labiche, créé à Paris, au théâtre du Vaudeville le 31 août 1854.

## Distribution
| Acteurs et actrices ayant créé les rôles |                   |
| Personnage                               | Acteur ou actrice |
| Paul, 30 ans                             | M. Félix          |
| Saturnin, 45 ans                         | M. Delannoy       |
| Joseph, garçon de restaurant             | M. Parade         |
| Un jeune homme                           | M. Speck          |
| Une dame blonde                          | Mlle ***          |
| Une dame brune                           | Mlle ***          |